# Live from Mars
Live From Mars è un doppio album live di Ben Harper & The Innocent Criminals del 2001. È il primo disco non di studio e raccoglie esecuzioni live della band registrate durante i due anni di intensi tour in giro per il mondo precedenti alla pubblicazione dell'album.

## Tracce Disc 1
1. Glory & Consequence - 6:01
2. Excuse Me Mr. - 4:55
3. Alone - 5:01
4. Sexual Healing - 5:14
5. Woman In You - 8:01
6. Ground On Down - 5:40
7. Steal My Kisses - 5:16
8. Burn One Down - 4:54
9. Mama's Got A Girlfriend - 2:54
10. Welcome To The Cruel World - 5:53
11. Forgiven - 9:27
12. Faded / Whole Lotta Love - 10:45

Disc 2
1. Waiting On An Angel - 4:29
2. Roses From My Friends - 5:37
3. Power Of The Gospel - 6:49
4. Pleasure And Pain - 4:29
5. Please Bleed - 4:57
6. The Drugs Don't Work - 4:38
7. In The Lord's Arms - 3:15
8. Not Fire, Not Ice - 3:45
9. Beloved One - 3:48
10. #3 - 2:31
11. Walk Away - 4:35
12. Another Lonely Day - 4:48
13. Like A King / I'll Rise - 10:02